# Boško Šutalo
Boško Šutalo (ur. 1 stycznia 2000 w Metkoviciu) – chorwacki piłkarz występujący na pozycji obrońcy we klubie Dinamo Zagrzeb oraz w reprezentacji Chorwacji do lat 21. Wychowanek NK Neretva, w trakcie swojej kariery grał także w takich zespołach, jak NK Osijek oraz Atalanta.